# Nicole C. Karafyllis
Nicole C. Karafyllis, née le 22 avril 1970 à Lüdinghausen (Allemagne), est une philosophe allemande connue pour ses travaux sur la technologie, l’agriculture et la biotechnologie. Elle est professeur de philosophie à l’université technique de Brunswick.

## Biographie
Nicole Christine Karafyllis est née à Lüdinghausen en 1970. En 1989, après avoir passé son Abitur — équivalent du baccalauréat en Allemagne — elle étudie la biologie aux universités d'Erlangen, Tübingen et du Caire où elle suivra les cours de Günter Ropohl à l’université de Francfort. Elle entame une carrière universitaire comme conférencière et professeur invitée en philosophie des techniques et sciences dans différentes universités : Stuttgart, Vienne (Autriche) et Francfort (Allemagne).
En 2008, elle quitte l'Allemagne pour les Émirats arabes unis (United Arab Emirates University, UAEU, Abou Dabi). En 2010, elle revient en Allemagne, à l’université technique de Brunswick.

## Œuvres (sélection)
- (de) Biologisch, Natürlich, Nachhaltig. Philosophische Aspekte des Naturzugangs im 21. Jahrhundert. Tübingen/Basel: A. Francke 2001.
- (de) (Ed.) Biofakte - Versuch über den Menschen zwischen Artefakt und Lebewesen. Paderborn, Mentis 2003.
- (de) (Ed. con T. Haar) Technikphilosophie im Aufbruch. Festschrift für Günter Ropohl. Berlin, édition sigma 2004.
- Endogenous Design of Biofacts. Tissues and Networks in Bio Art and Life Science. In: sk-interfaces. Exploding borders - creating membranes in art, technology and society. Ed. by Jens Hauser. Liverpool: University of Liverpool Press. 2008, 42-58 (en Anglais)
- (Ed. con G. Ulshöfer) Sexualized Brains. Scientific modeling of emotional intelligence from a cultural perspective. Cambridge, MA: MIT Press 2008 (en Anglais)
- "Facts or Fiction? Methodological and Ethical Problems of Vision Assessment". En: M. Paul Sollie/Marcus Düwell (ed.): Evaluating New Technologies. Methodological Problems for the Ethical Assessment of Technologic Developments. Library of Ethics and Applied Philosophy. Berlin/New York. Springer, 93-116. (en Anglais)
- Entries on Corporate Responsibility and Alfred Nordmann for SAGE’s Encyclopedia of Nanoscience and Society. Ed. By David Gulston and J. Geoffrey Golson, 2010. (en Anglais)
- « The virtuous autist. Why neuroelitism does not work for the common good ». In: Mariacarla Gadebusch Bondio, Andrea Bettels (Ed.): Im Korsett der Tugenden / In the Corset of Virtues. Hildesheim: Georg Olms 2013
- (Ed.) Special issue Technik de la Zeitschrift für Kulturphilosophie, 2/2013 (Hamburg: Meiner), con text des Hans Blumenberg
- Putzen als Passion. Ein philosophischer Universalreiniger für klare Verhältnisse. Berlin: Kadmos 2013
- (Ed.) Das Leben führen? Lebensführung zwischen Technikphilosophie und Lebensphilosophie. Berlin: edition sigma 2014
- Willy Moog (1888-1935): Ein Philosophenleben. Freiburg/Br.: Alber 2015 (en Allemand)
- (Co-Ed.) Naturphilosophie. Ein Lehr- und Studienbuch. Tübingen: Mohr-Siebeck (UTB) 2017 (en Allemand)
- (Ed.) Theorien der Lebendsammlung. Pflanzen, Mikroben und Tiere als Biofakte in Genbanken. Freiburg/Br. 2018 (en Allemand et Anglais).  (ISBN 978-3-495-48975-8)